# Škloŭ
Škloŭ (in bielorusso Шклоў?; in russo Шклов?, Šklov; in yiddish שקלאָוו‎?, Shklov; in polacco Szkłów; in lituano Šklovas) è un comune della Bielorussia, situato nella regione di Mahilëŭ.

## Geografia
Škloŭ è situata sulla sponda del fiume Dnepr, a 35 km a nord di Mahilëŭ e 182 km a nord-est di Minsk.

## Storia
La prima menzione di Škloŭ risale al 1535. Tra il XVI-XVII secolo venne costruito il castello di Škloŭ su un'isola artificiale. Tra il 1654 e il 1664 la città venne travolta da due battaglie tra Russia e Repubblica delle Due Nazioni tanto che nel 1655 venne distrutta dai cosacchi.
Nel 1668 si decise di spostare il villaggio sulla riva destra del Dnepr. Durante la Grande guerra del Nord, Škloŭ venne saccheggiato dagli svedesi del generale Lewenhaupt.
Le fu conferito lo status di città e uno stemma nel 1762. Nel 1773, Škloŭ passò nelle mani del principe Potëmkin, poi nel 1788 al generale Zorič, fondatore di un teatro, una scuola di danza e una scuola di musica. I soldati della Grande Armata di Napoleone invasero e saccheggiarono la città nel 1812.
Škloŭ era un importante centro religioso ebraico. Nel XVIII secolo venne costruita una yeshiva e divenne il centro del movimento Haskalah. Alla fine del XIX secolo, c'erano 5542 ebrei nella città. Gli ebrei commerciavano per vivere. Una dozzina di famiglie hanno lavorato nei kolchoz. Nel 1939, solo 2132 ebrei rimasero a Škloŭ. I tedeschi occuparono la città il 12 luglio 1941.
La prima esecuzione degli ebrei è avvenuta solo pochi giorni dopo l'occupazione. I tedeschi spararono a 25 uomini ebrei a Lenin Park. Alla fine di luglio 1941, furono istituiti due ghetti nel vicino villaggio di Ryžkoviči. Nell'agosto 1941, gli Einsatzgruppen arrivarono in città e radunarono 84 ebrei con il pretesto di mandarli ai lavori forzati. In effetti, sono stati portati nel villaggio di Semënovka e fucilati nel kolchoz. Nel settembre 1941, gli ebrei furono portati in un burrone a Choduly, tra i villaggi di Putniki e Zarečye. Hanno dovuto spogliarsi e sdraiarsi nel fosso prima di essere uccisi. Secondo fonti sovietiche, 3200 ebrei furono uccisi a Shklow e nel quartiere circostante. Gli ebrei furono raccolti in un ghetto e circa 6.000 di loro vennero massacrati. La città venne liberata il 27 giugno 1944 dal Secondo fronte bielorusso dell'Armata Rossa.
Aljaksandr Lukašėnka, presidente della Bielorussia dal 1994, ha ricoperto la carica di direttore dello stabilimento di materiali da costruzione nel raion di Škloŭ prima di diventare gestore collettivo di una fattoria e poi passare alla politica.

## Economia
L'economia della città si basa su tre stabilimenti industriali: la cartiera Spartak, un caseificio e un impianto di lavorazione del lino.

## Cultura
Škloŭ ha diversi edifici interessanti: un municipio del XVIII secolo, una chiesa ortodossa e una chiesa cattolica, una sinagoga (seconda della metà del XVII secolo), e un monumento ai soldati sovietici.